# Bill Campbell (pianist)
William Lee Campbell (New York, ca. 1925 - ca. 1978) was een Amerikaanse jazzpianist.

## Biografie
Tussen 1945 en 1947 nam Campbell in New York met eigen groepen als Bill Campbell’s Blue Note en Bill Campbell & His Harlem Eight een reeks platen op voor de platenlabels Apollo, Harlem en DeLuxe, hieronder de nummers "I'm Just a Fruity Woman“ en "It was So Good““ met zang van Thelma Carpenter. In 1948 nam hij met de band van Clyde Bernhardt het door hemzelf geschreven nummer "Let's Have a Ball This Morning“ op, tevens begeleidde hij Bernhardt bij de opname van Jailhouse Blues. In 1953 begeleidde hij doowop-zanger Emmett Hobson en Georgia Lane.   
Eind jaren '50 speelde Campbell in Los Angeles bij Jerry Colonna & His Dixieland Band, hij was actief bij The Jazzbos en werkte in 1963 samen met Red Nichols (Blues & Old Time Rags). In de late jaren '70 werkte hij mee aan opnamen van Pud Brown (Tenor for Two) en Buddy Burns’ New Orleans Creole Gumbo Zave. Tussen 1945 en 1978 speelde hij in totaal op 13 opnamesessies mee.